# Columna de Menio
La Columna de Menio (en latín: Columna Maenia) fue una columna conmemorativa erigida en el comitium de la República romana por Cayo Menio en 338 a. C. por su victoria sobre los latinos en la batalla de Ancio. 

## Ubicación
La columna se encontraba entre el Comitium, la basílica Porcia y el Tullianum, en las cercanías de la Graecostasis, tribuna utilizada por los embajadores extranjeros, y de los Rostra republicanos, que se corresponde con el extremo noreste del arco de Septimio Severo en época del Imperio.

## Función
La columna se usó como parte de un complejo sistema de contar el tiempo que determinaba la hora final del día cuando el sol se veía desde la Curia Hostilia pasando la columna, moviéndose hacia el Tuliano. Según Plinio el Viejo, hasta el año 267 a. C. y la introducción en Roma del primer reloj de sol, la columna servía para calcular la hora del día. Un accensus consulum instalado ante la Curia Hostilia anunciaba la hora de mediodía cuando el sol se encontraba entre los Rostra y la Graecostasis y la supremam horam, esto es el atardecer cuando el sol pasaba entre la columna de Menio y el Tullianum·.
Los esclavos y los ladrones eran juzgados junto a esta columna. Algunos de estos pequeños criminales eran atados a la columna como forma de castigo público. En la época de Cicerón, los nombres de los deudores morosos los ponían allí los acreedores perjudicados·.

## Historia
La columna fue erigida en 338 a. C. por el cónsul Cayo Menio para conmemorar sus victorias militares sobre los latinos y los volscos que acudieron a apoyar a los anciates rebelados contra Roma tras una batalla sobre el río Astura·.